# Weinviertel

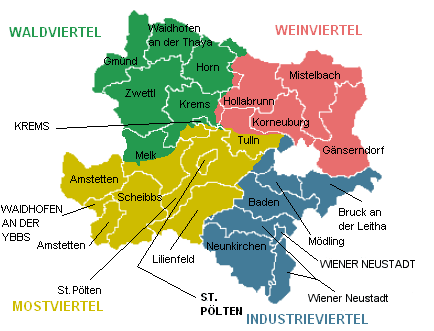
Weinviertel (na czerwono) na mapie Dolnej Austrii

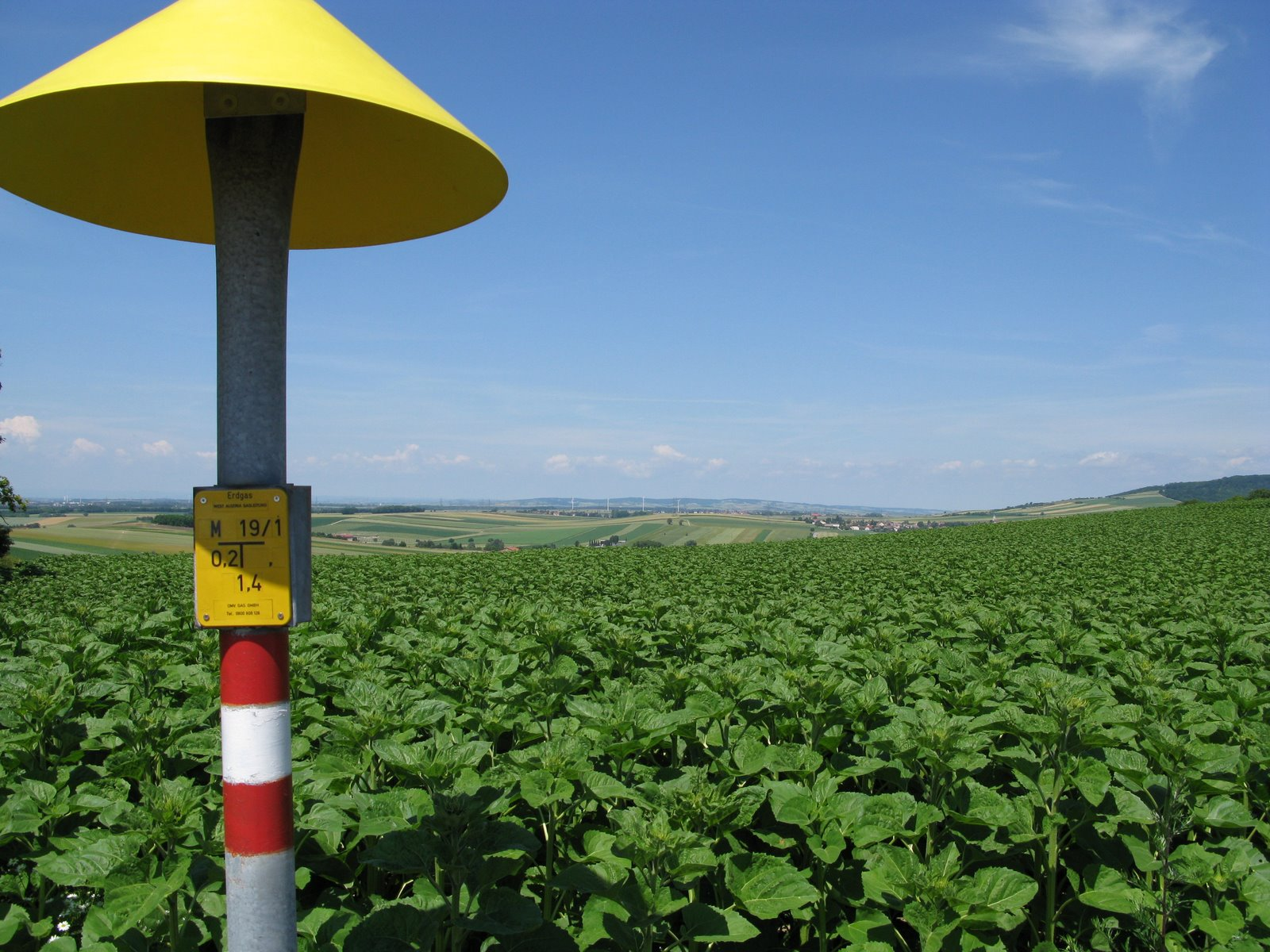
Oberrohrbach

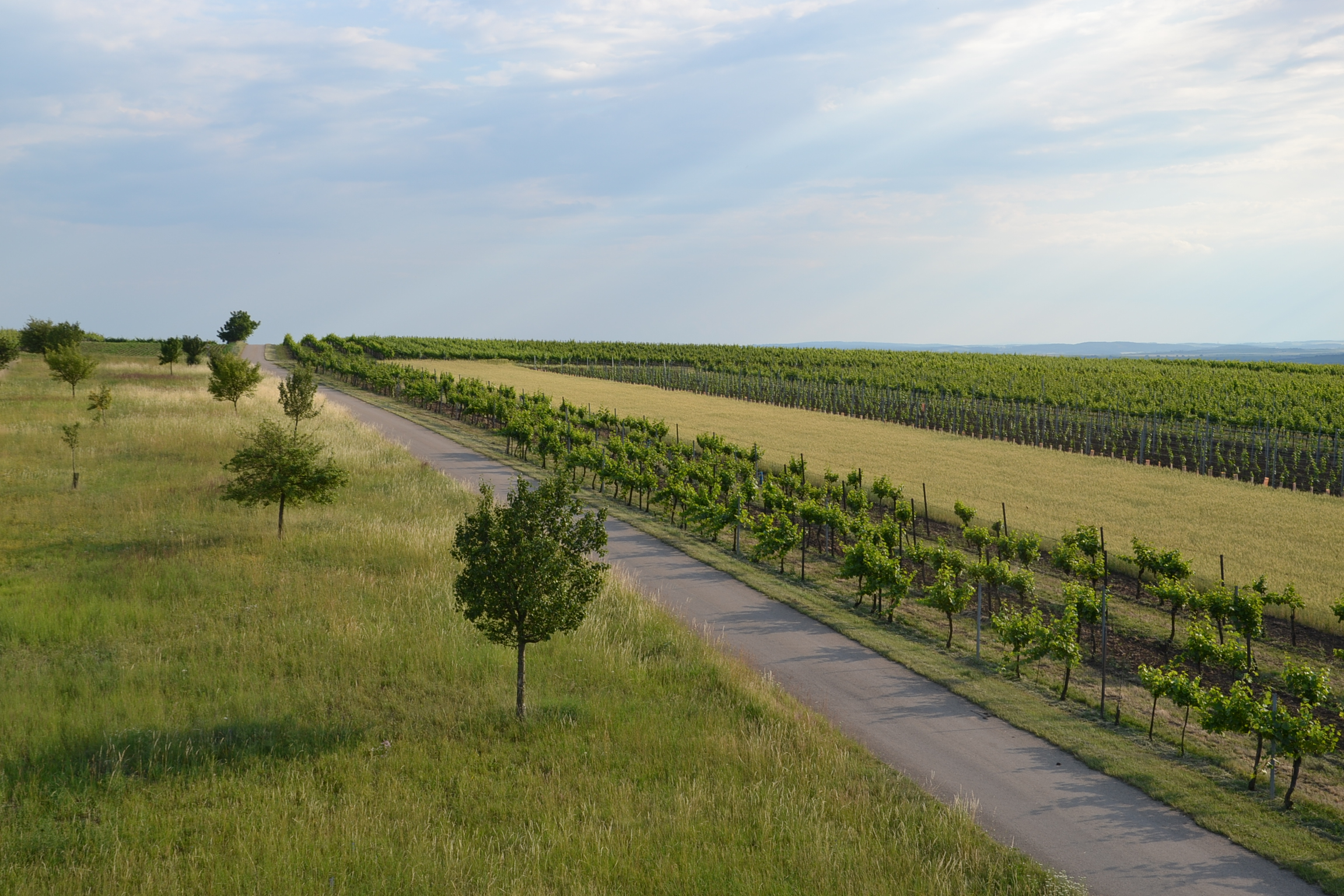
Winnice w okolicy Retzbach

Weinviertel (dosłownie Winna Ćwiartka) – austriacki region winiarski usytuowany w kraju związkowym Dolna Austria.
Region graniczy ze Słowacją a także innymi dystryktami Dolnej Austrii którymi są Mostviertel, Industrieviertel oraz Waldviertel. Weinviertel graniczy także z rzeką Dyją oraz Morawami.

## Region winiarski
Weinviertel jest największym w Austrii regionem winiarskim. W regionie uprawia się liczne gatunki winogron z czego do najważniejszych należą:
- Grüner Veltliner
- Pinot Blanc
- Welschriesling
- Zweigelt
- Blauer Portugieser

## Geografia
Oprócz uprawy winogron i rolnictwa, inne gałęzi przemysłu odgrywają istotną rolę w gospodarce regionu. Do najważniejszych z nich należą pola naftowe eksploatowane przez kompanię OMV.
Przez region przebiegają ważne linie kolejowe w tym m.in. Linia Kolejowa Cesarza Franciszka Józefa z Pragi do Wiednia a także Kolej Północna i Wschodnia.

## Powiaty
- Gänserndorf
- Hollabrunn
- Korneuburg
- Mistelbach